# Bundás holyva
A bundás holyva (Emus hirtus) a rovarok (Insecta) osztályának a bogarak (Coleoptera) rendjéhez, ezen belül a mindenevő bogarak (Polyphaga) alrendjéhez és a holyvafélék (Staphylinidae) családjához tartozó faj. Az egyik legmutatósabb holyvafaj. Mivel fő táplálékát a marhatrágyán élő más rovarfajok lárvái teszik ki, a hagyományos, rideg állattartás visszaszorulása miatt Európában egyre ritkábban fordul elő.

## Elterjedése
A bundás holyva megtalálható egész Európában, Észak-Szibériában és a Kaukázusban. Európában a XX. század elejétől egyre kevesebbszer kerül elő. Lengyelországban, Csehországban  és Ausztriában ritka; Németországban veszélyeztetett.
Magyarországon is sok helyről előkerült, de mindenhol ritka.

## Megjelenése
Közepes méretű (18–22 mm), mutatós megjelenésű holyvafaj. A nagyméretű holyvafajok közül az egyik legfeltűnőbb megjelenésű. Teste fekete alapszínű, felül bronzos, alul kékes-lilás fémes fénnyel. Fejét, előtorát és a potroh utolsó 3 lemezét elálló sárga szőrözet borítja. A pajzsocskája és a szárnyfedők töve fekete. Hátulsó lábszára görbült.

## Életmódja
Fás és fátlan területeken is megtalálható, ahol trágyán, rothadó gombán vadászik más rovarok lárváira. Fák kifolyó nedvén is megfigyelték. Leggyakrabban legelőkön, friss marhatrágyán fogható.
Gyűjtési adatai áprilistól egészen novemberig vannak.

## Fordítás
- Ez a szócikk részben vagy egészben  a(z)   Стафилин волосатый című orosz Wikipédia-szócikk ezen változatának fordításán alapul.  Az eredeti cikk szerkesztőit annak laptörténete sorolja fel. Ez a jelzés csupán a megfogalmazás eredetét és a szerzői jogokat jelzi, nem szolgál a cikkben szereplő információk forrásmegjelöléseként.